# Ctilocephala pellucens
Ctilocephala pellucens är en skalbaggsart som beskrevs av Hermann Burmeister 1855. Ctilocephala pellucens ingår i släktet Ctilocephala och familjen Melolonthidae. Inga underarter finns listade i Catalogue of Life.